# Laphystia anatolica
Laphystia anatolica là một loài ruồi trong họ Asilidae. Laphystia anatolica được Hermann miêu tả năm 1920. Loài này phân bố ở vùng Cổ Bắc giới.